# Jochem Zowe
Jochem Zowe (12 de dezembro de 1941) é um matemático alemão.
Jochem Zowe estudou filosofia, matemática e física na Universidade de Colônia, Universidade de Tübingen e Universidade de Würzburg, onde obteve em 1971 um doutorado, orientado por Josef Stoer, e em 1976 a habilitação.
Foi palestrante convidado do Congresso Internacional de Matemáticos em Berlim (1998).